# 莫尔比昂省
莫爾比昂省（法語：Morbihan，法語發音：[mɔʁbi.ɑ̃]，morˈbiˑãn，意為「小海」）是法國布列塔尼的一個省。
這個省和阿摩爾濱海省、菲尼斯泰爾省、伊勒-维莱讷省、大西洋盧瓦爾省四個省接壤。
莫爾比昂省的布列塔尼語方言比較特殊，無法與其他地區的布列塔尼語進行溝通。
這個省大致上對應於布羅埃雷克王國，該王國後來成為伯爵領和行政區，並且更早期是維內特人（Vénètes）的城市。
法國國家統計與經濟研究所（Insee）和法國郵政（La Poste）為其分配了代碼56。其省會是凡恩（Vannes）。

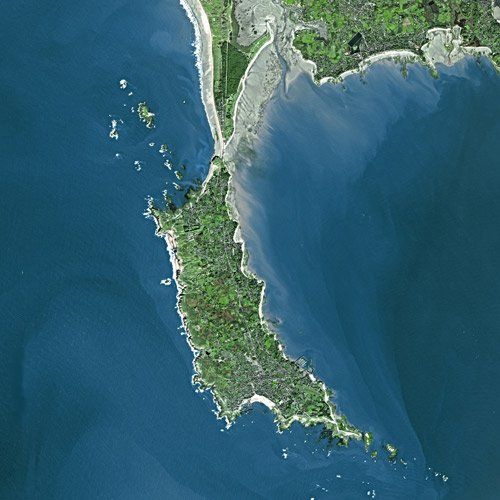
基伯龙
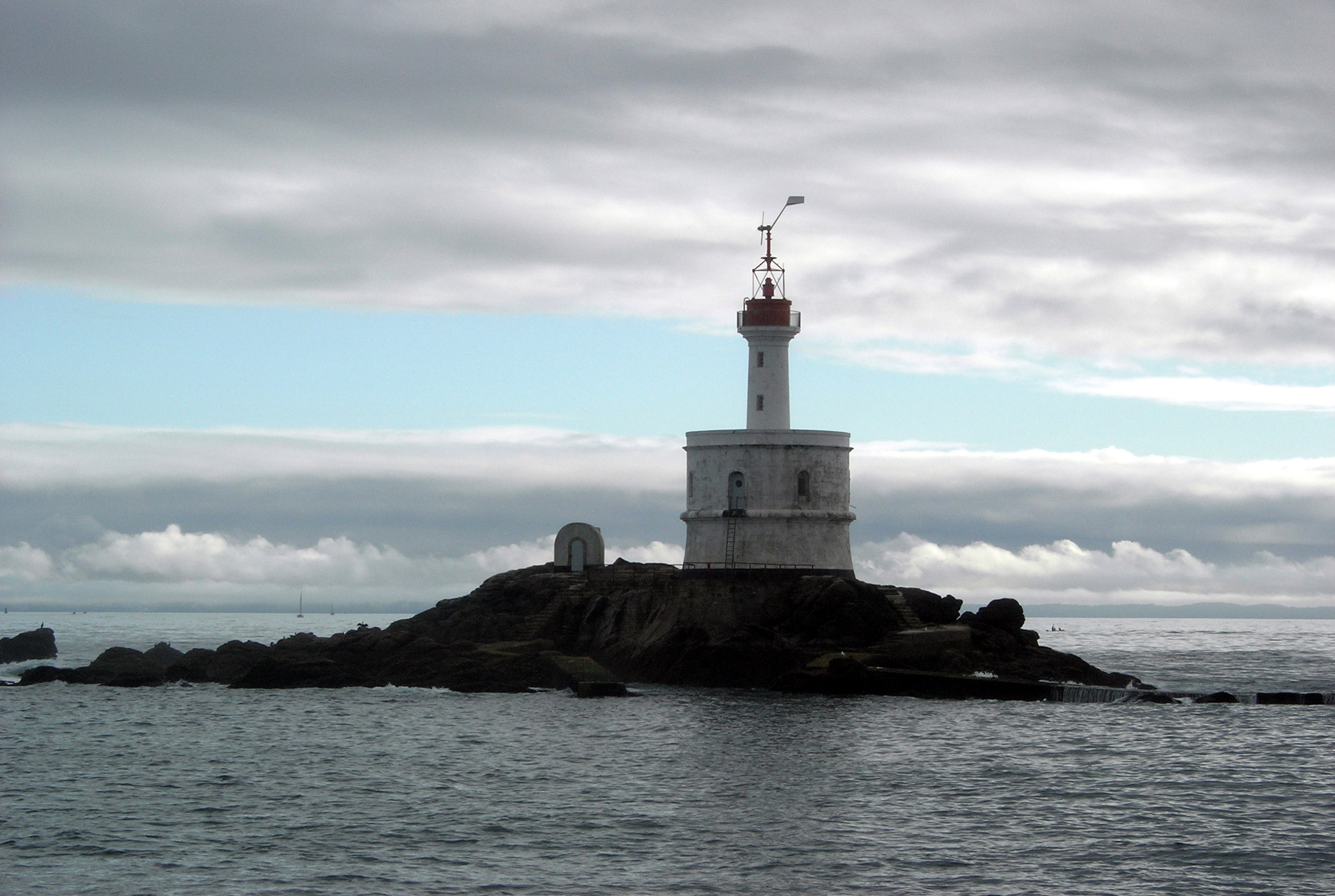
基伯龙, 灯塔 la Teignouse
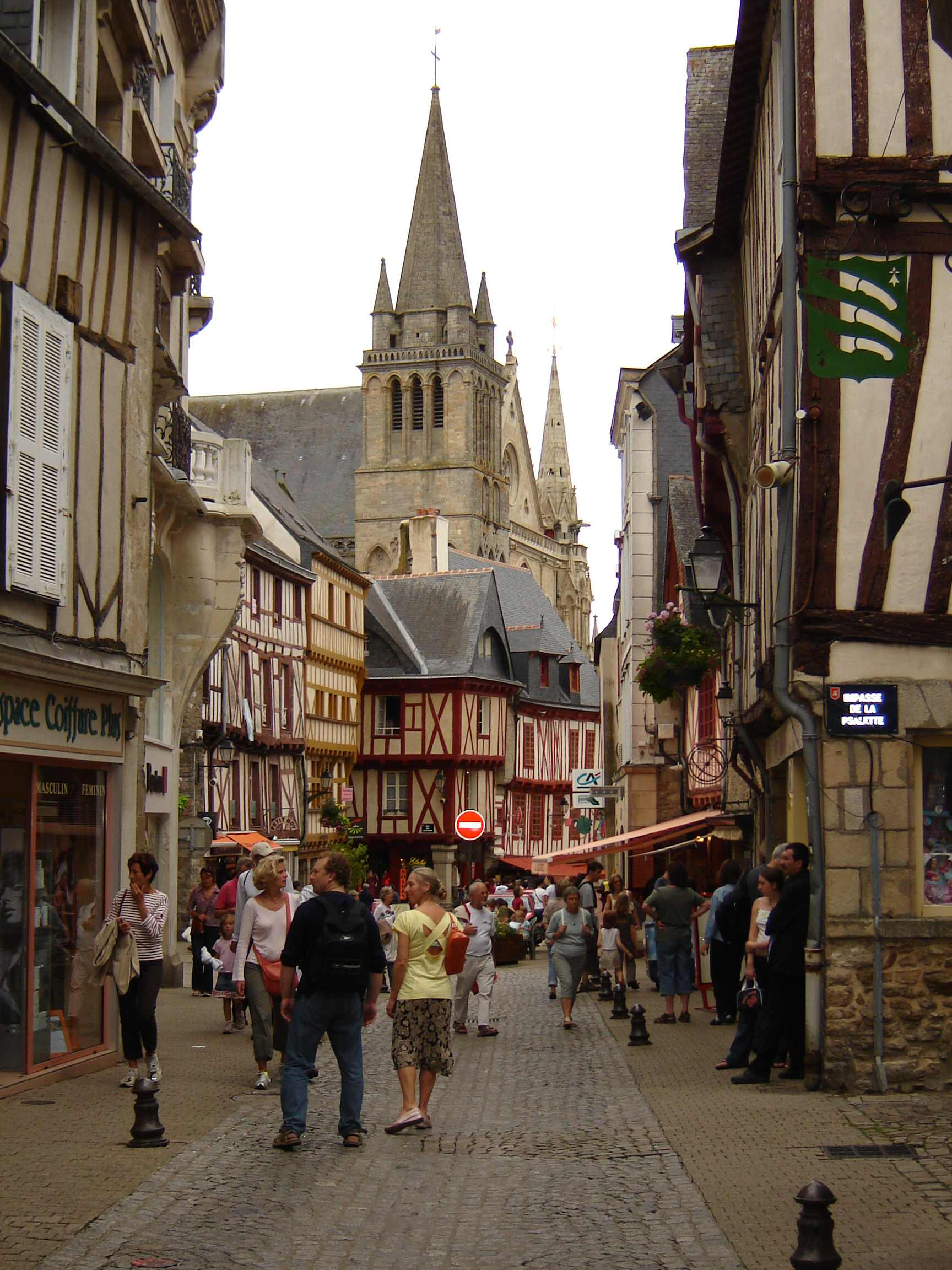
瓦讷
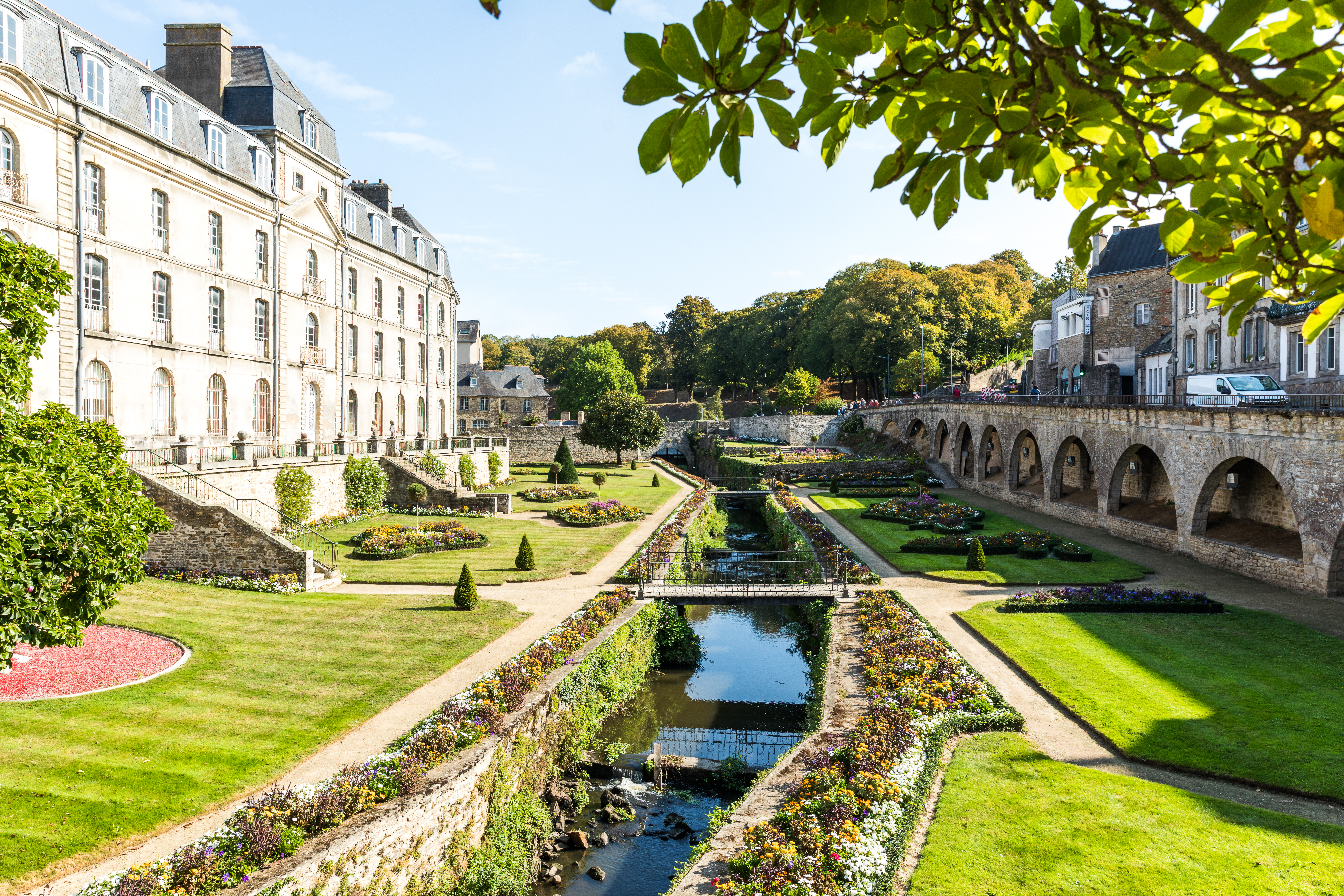
瓦讷
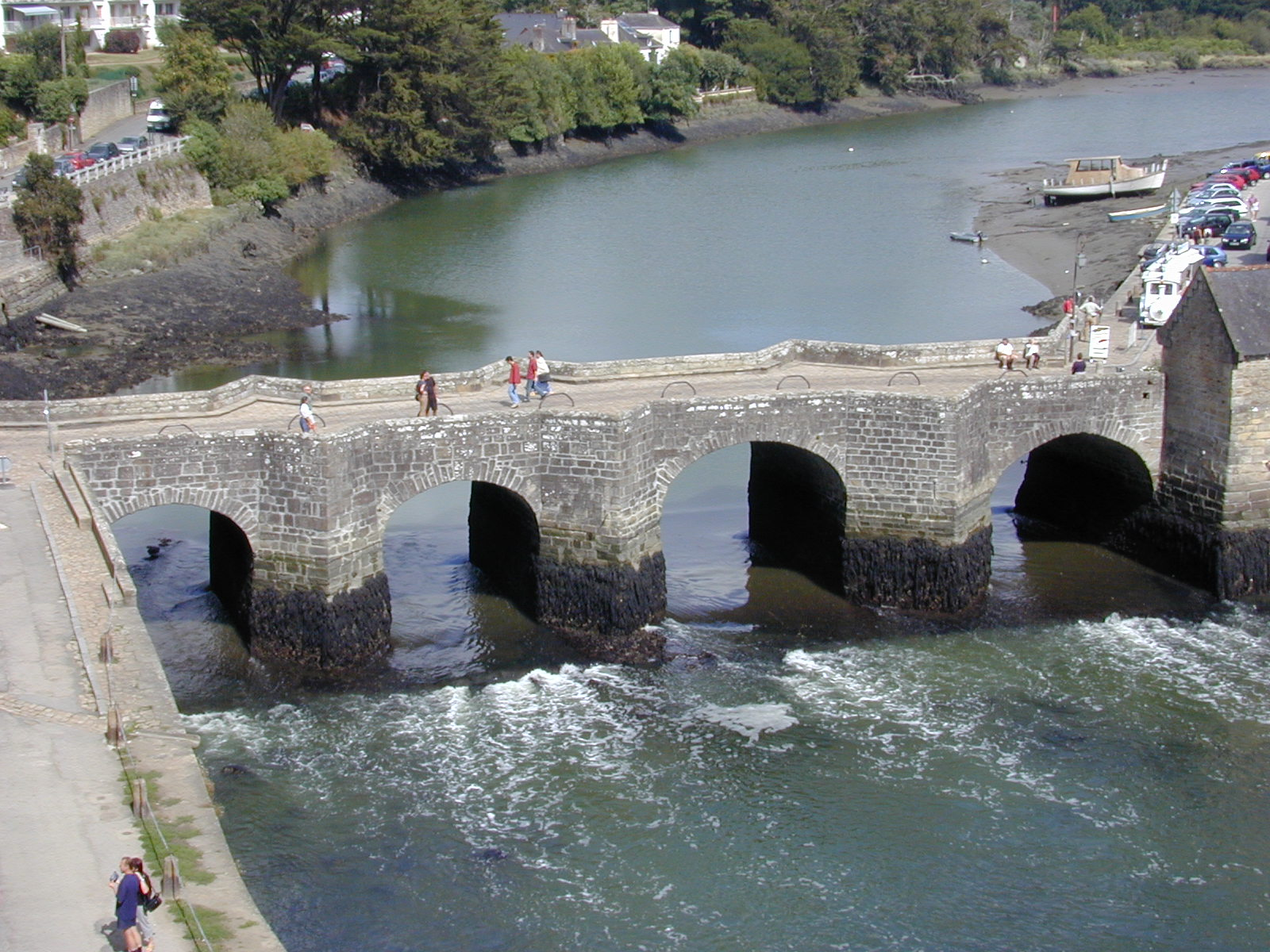
Auray
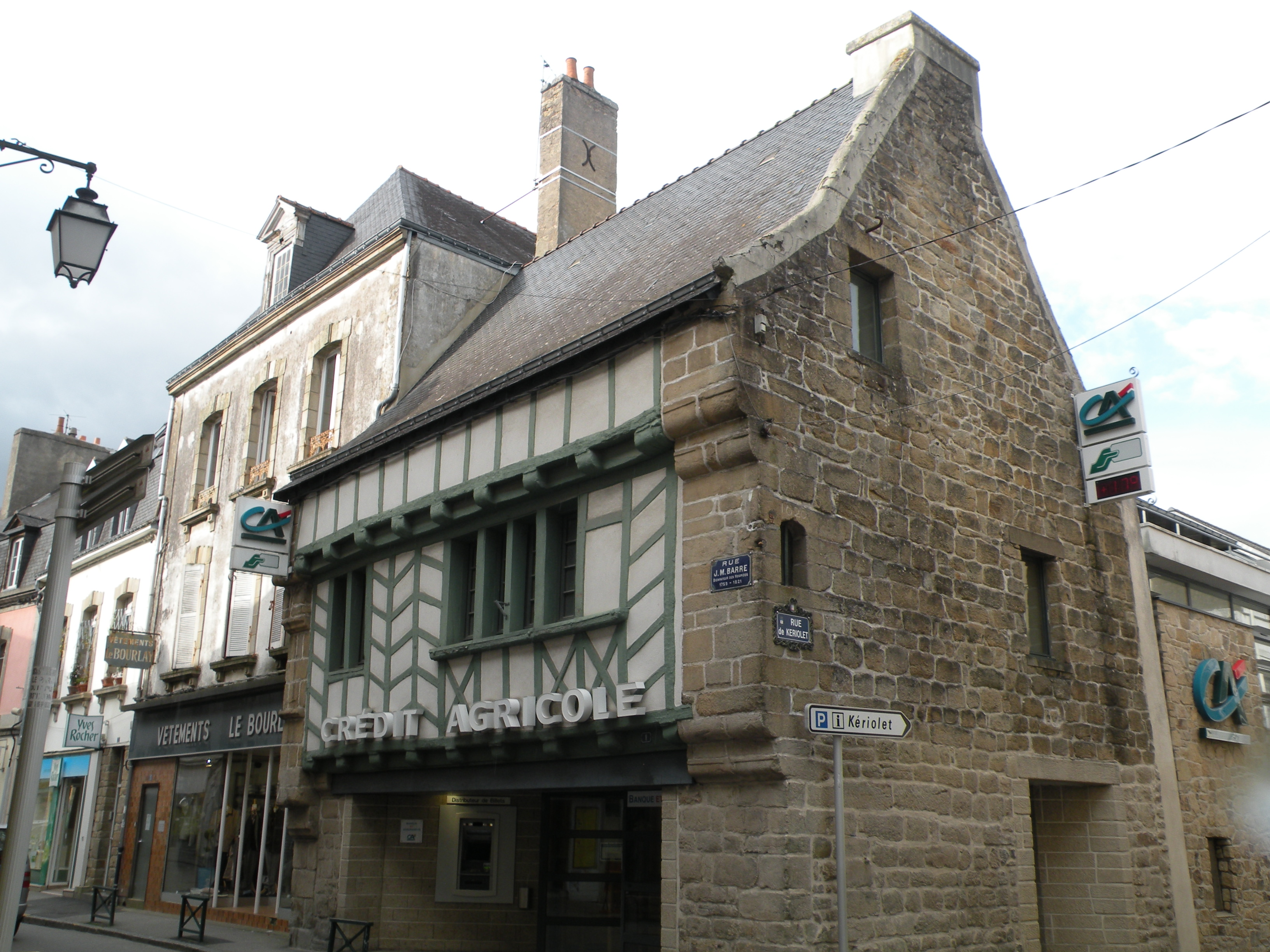
Auray
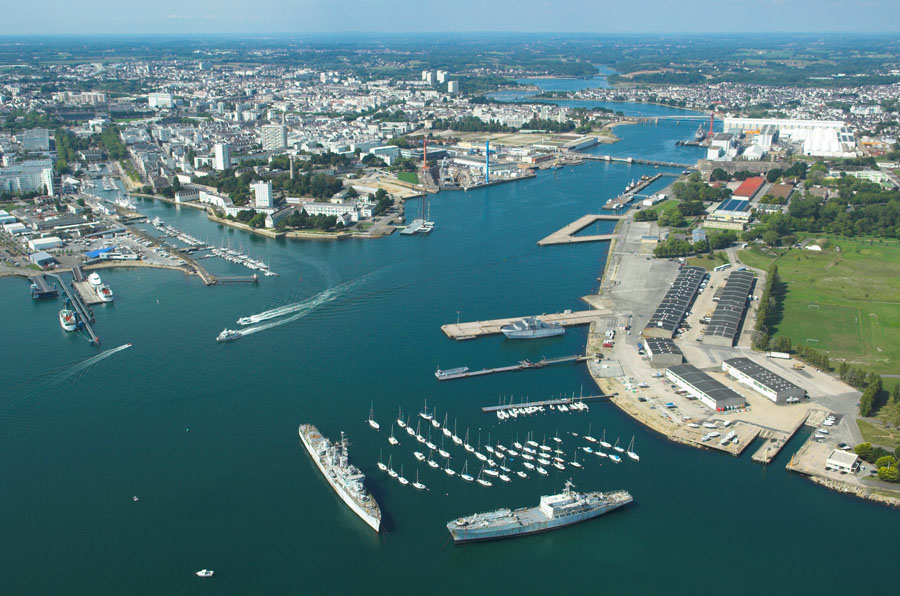
洛里昂
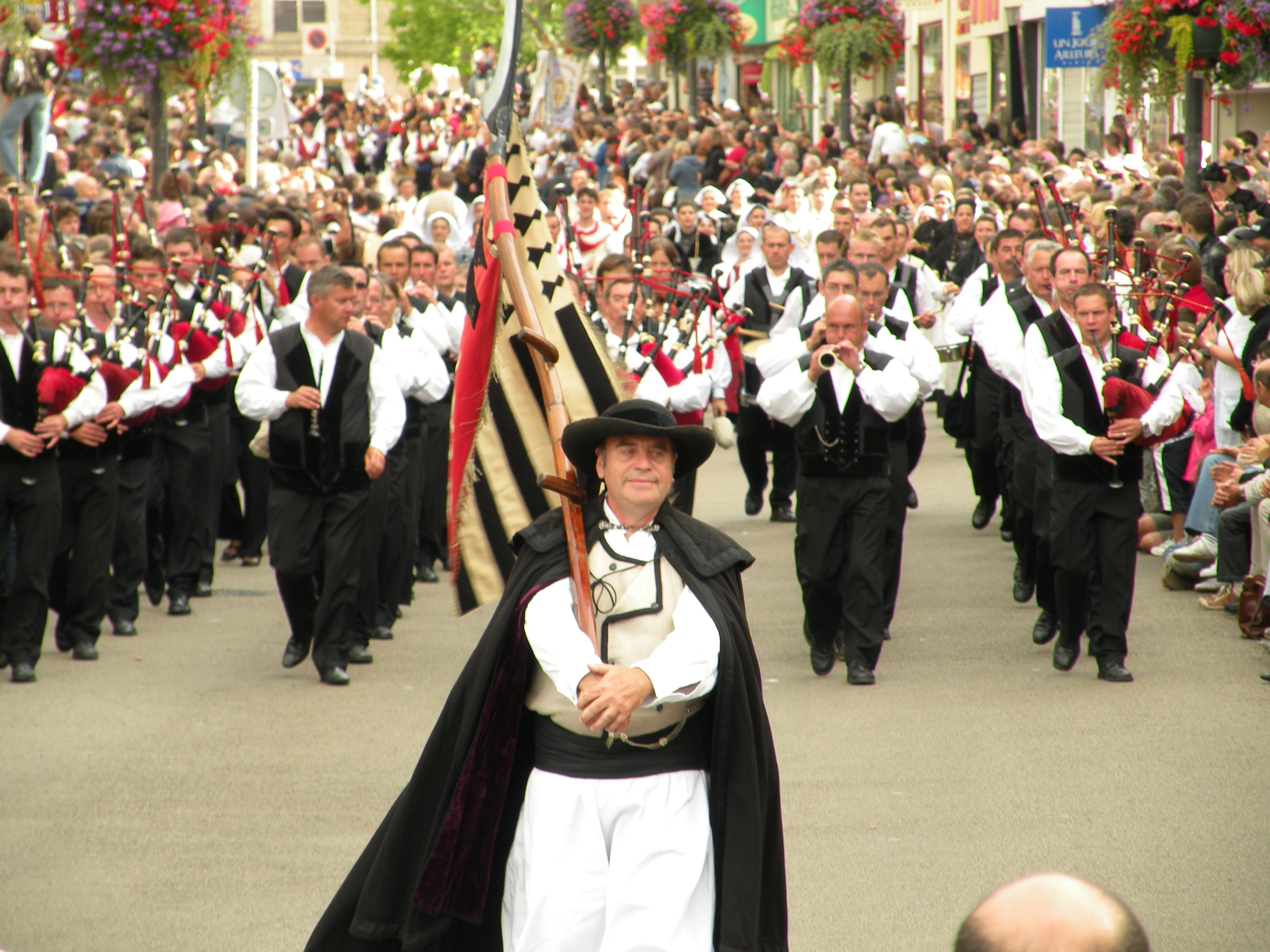
洛里昂, Festival Interceltique
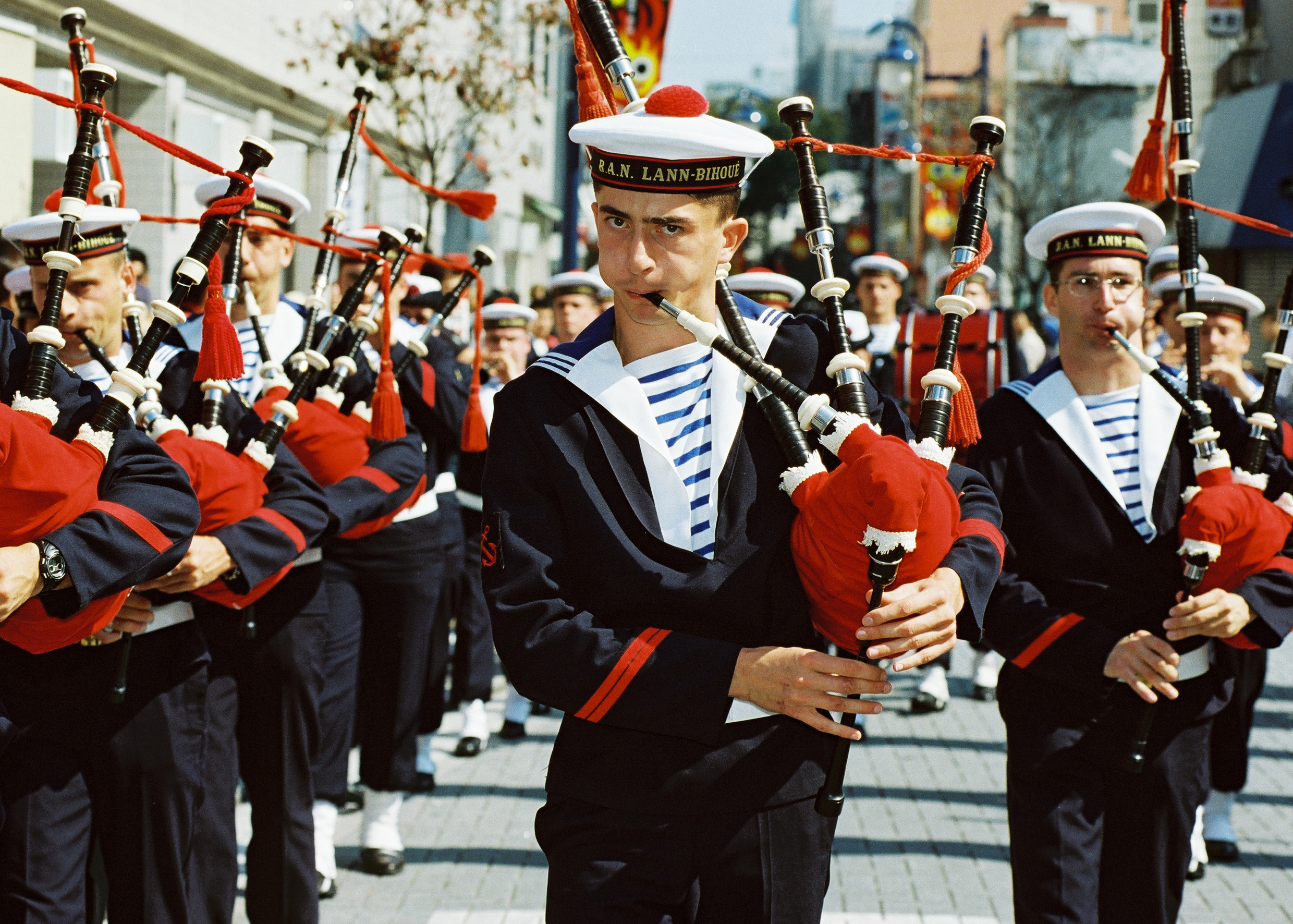
bagad of Lann-Bihoué
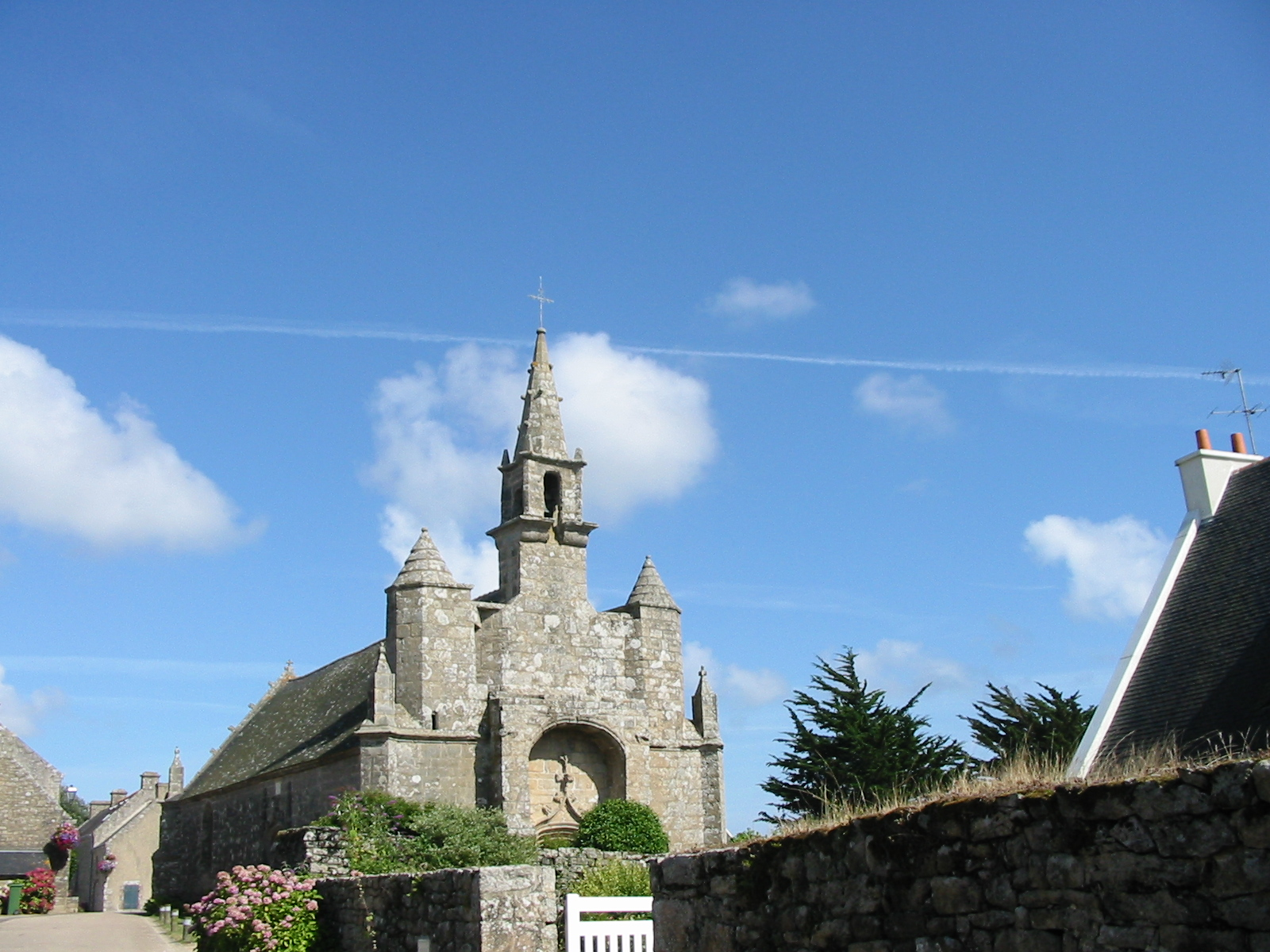
普卢阿内勒
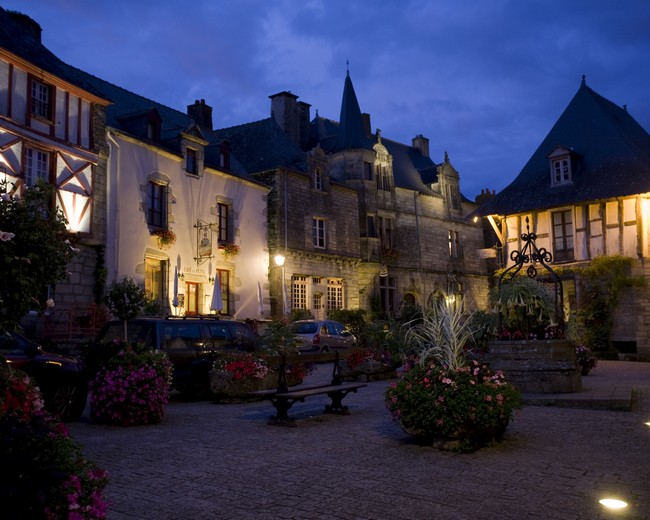
罗什福尔昂泰尔
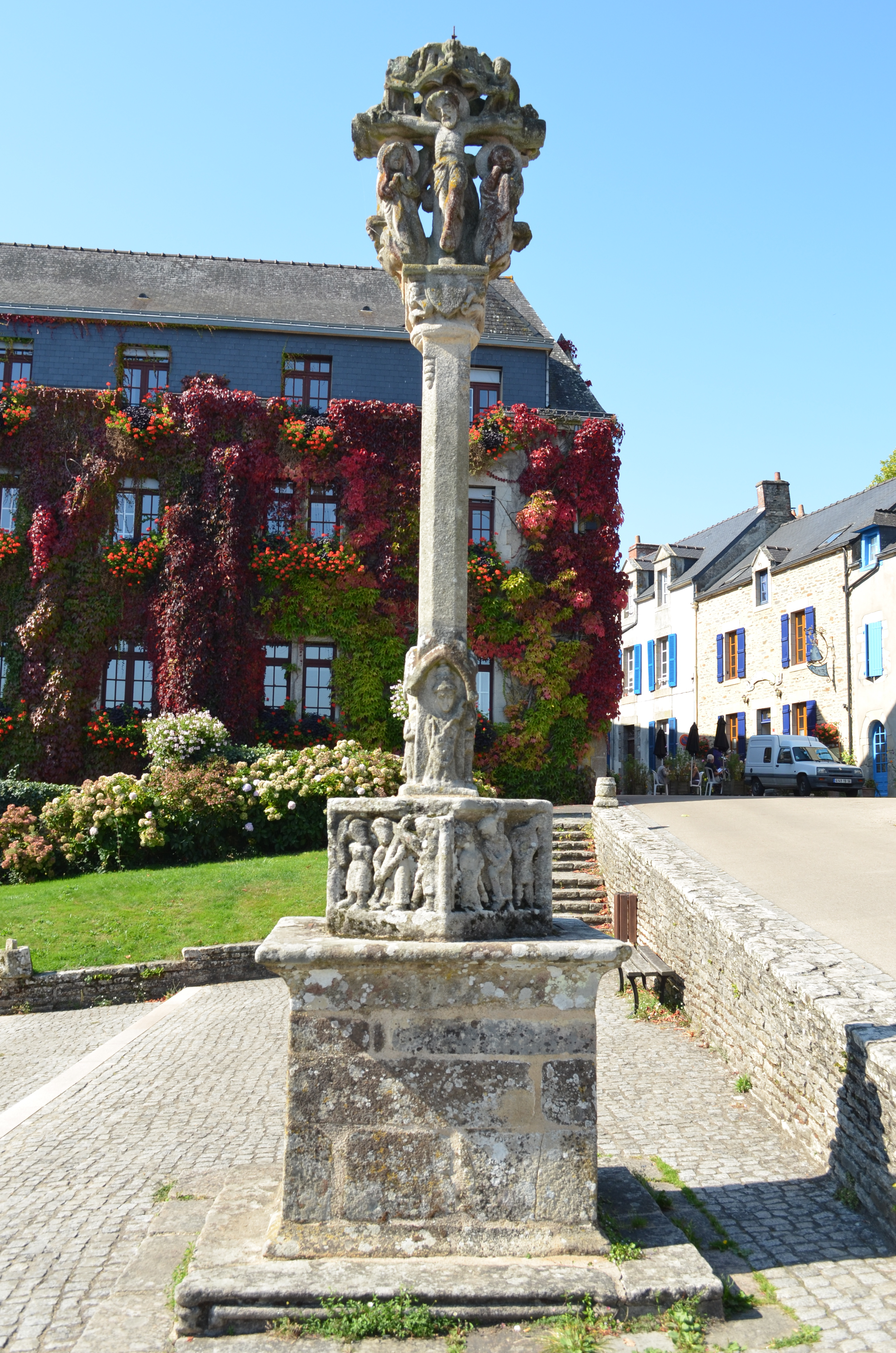
罗什福尔昂泰尔
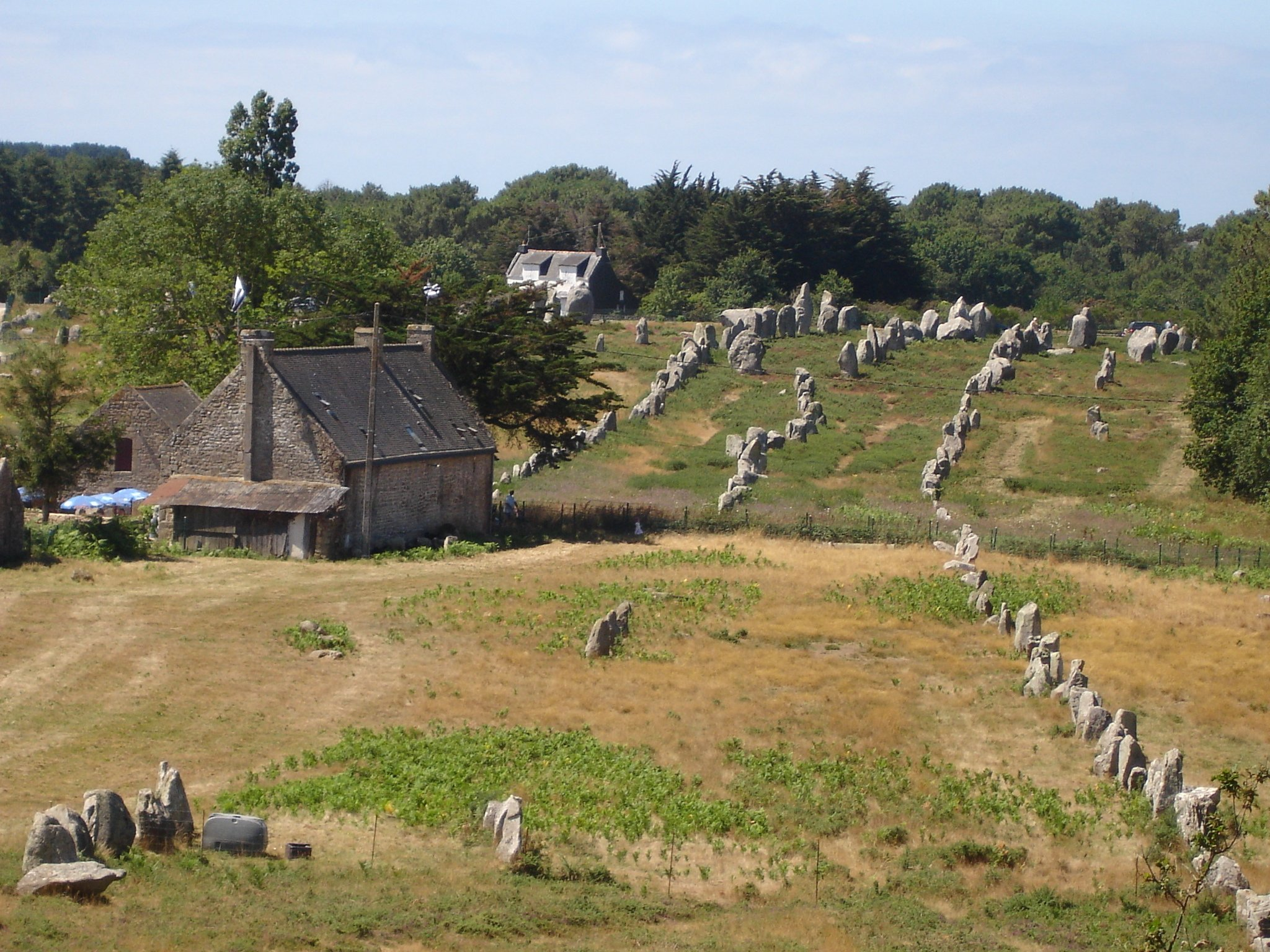
卡纳克巨石林
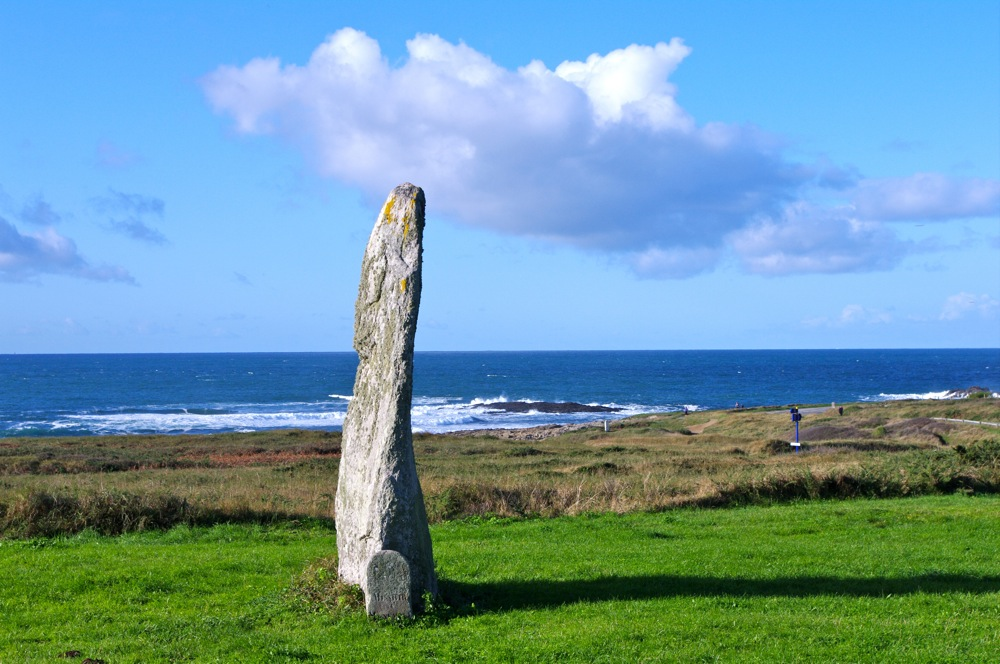
基伯龙, Menhir
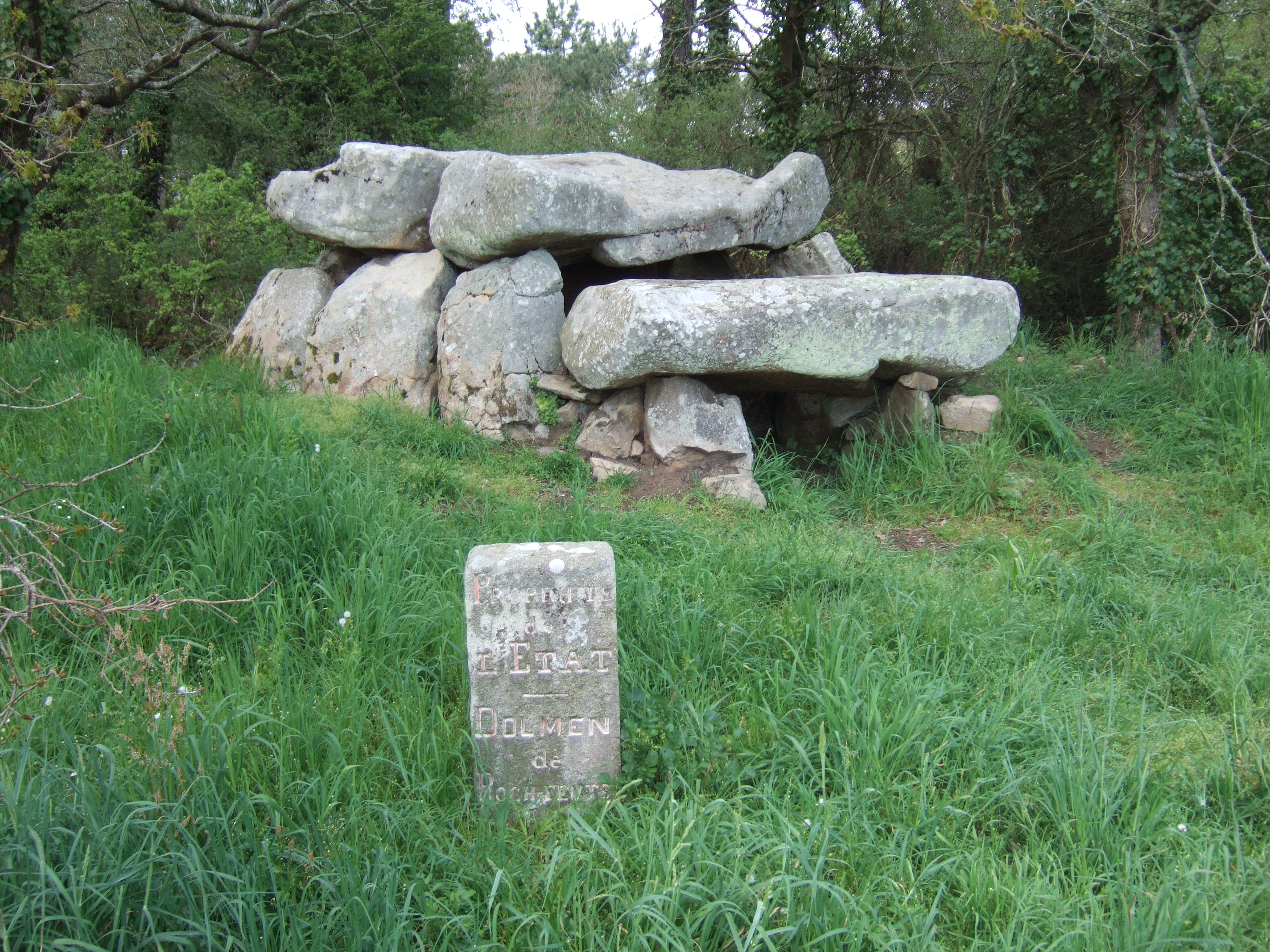
支石墓，前方的石碑上书明该古迹属于法国国家财产